# Brzeszczki Małe
Brzeszczki Małe – wieś w Polsce położona w województwie kujawsko-pomorskim, w powiecie rypińskim, w gminie Rogowo.

## Podział administracyjny
W latach 1975–1998 miejscowość należała administracyjnie do województwa włocławskiego.

## Demografia
Według Narodowego Spisu Powszechnego (III 2011 r.) liczyła 110 mieszkańców. Jest siedemnastą co do wielkości miejscowością gminy Rogowo. Liczba mieszkańców spadała do 90 osób na stan roku 2019, wraz z drugim członem Brzeszczek Małych, jakim są Dziegciary. Na stan od lipca 2018 do lipca 2019 we wsi zmarło 5 osób, 2 kobiety i 3 mężczyzn> Przez ostatnie 8 lat urodziło się osiem dzieci, 4 dziewczynki, i 4 chłopców. Do Brzeszczek Małych przez ostatnie lata sprowadziły się 2 rodziny liczące 4 osoby i 5 osób, jedna z nich zmarła. Jeżeli chodzi o domostwa, to ich liczba przez ostatnie 30 lat wzrosła o 2 domy w tym jeden w trakcie budowy. Wieś od kilkunastu lat nie posiada żadnego sklepu, przez co mieszkańcy muszą jeździć do najbliższej miejscowości jaką jest Rogowo k. Rypina po codzienne rzeczy do życia, w 2012 roku został założony plac zabaw dzięki Pani Sołtys, która dała na to swój własny teren i zmobilizowała wioskę do pracy, lecz stan placu na rok 2019 zostawia dużo do życzenia, ponieważ nikt już o niego nie dba od czasu, gdy zaczęto go dewastować.